# Bahnhof Kentish Town

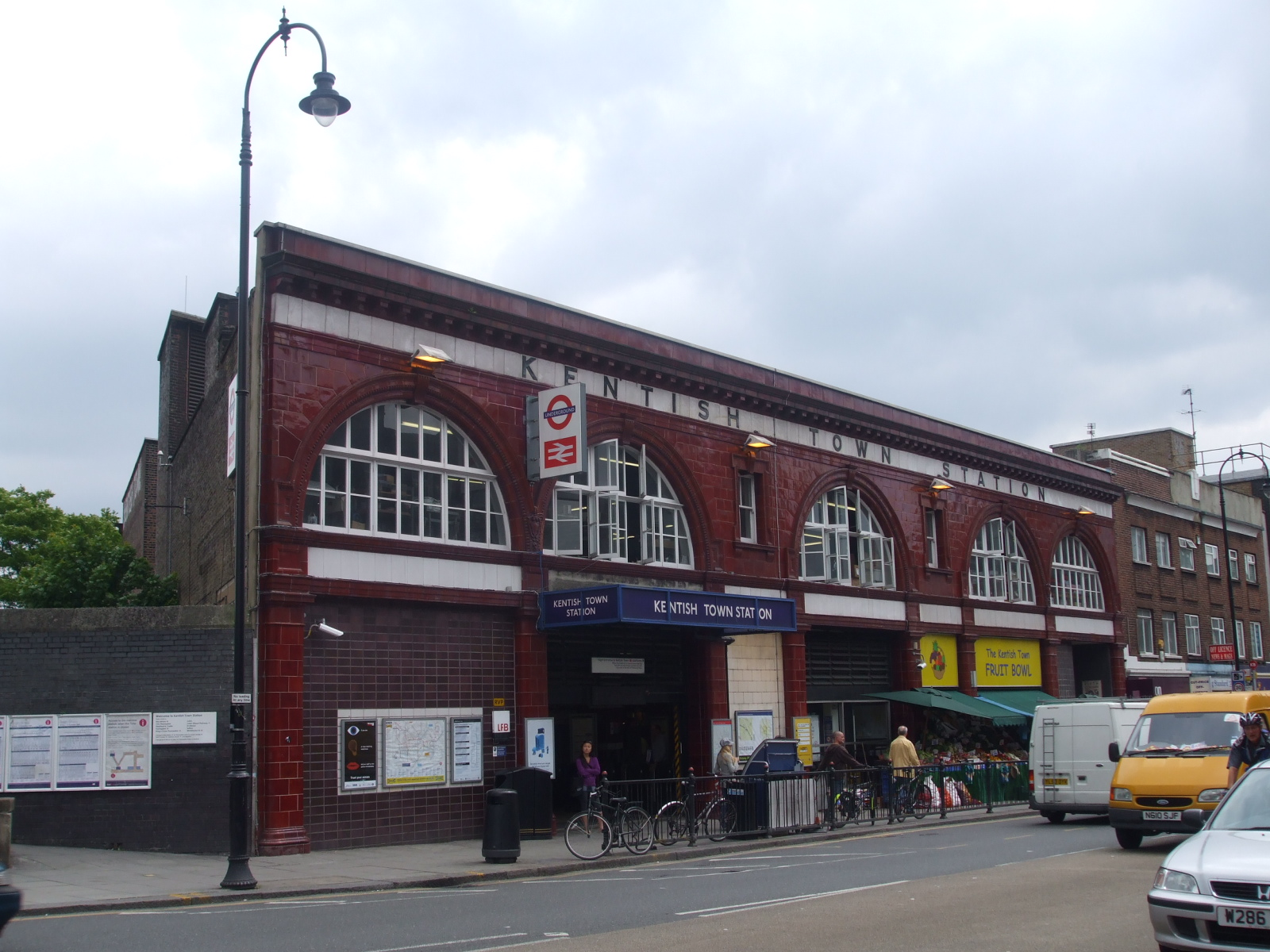
Bahnhofsgebäude

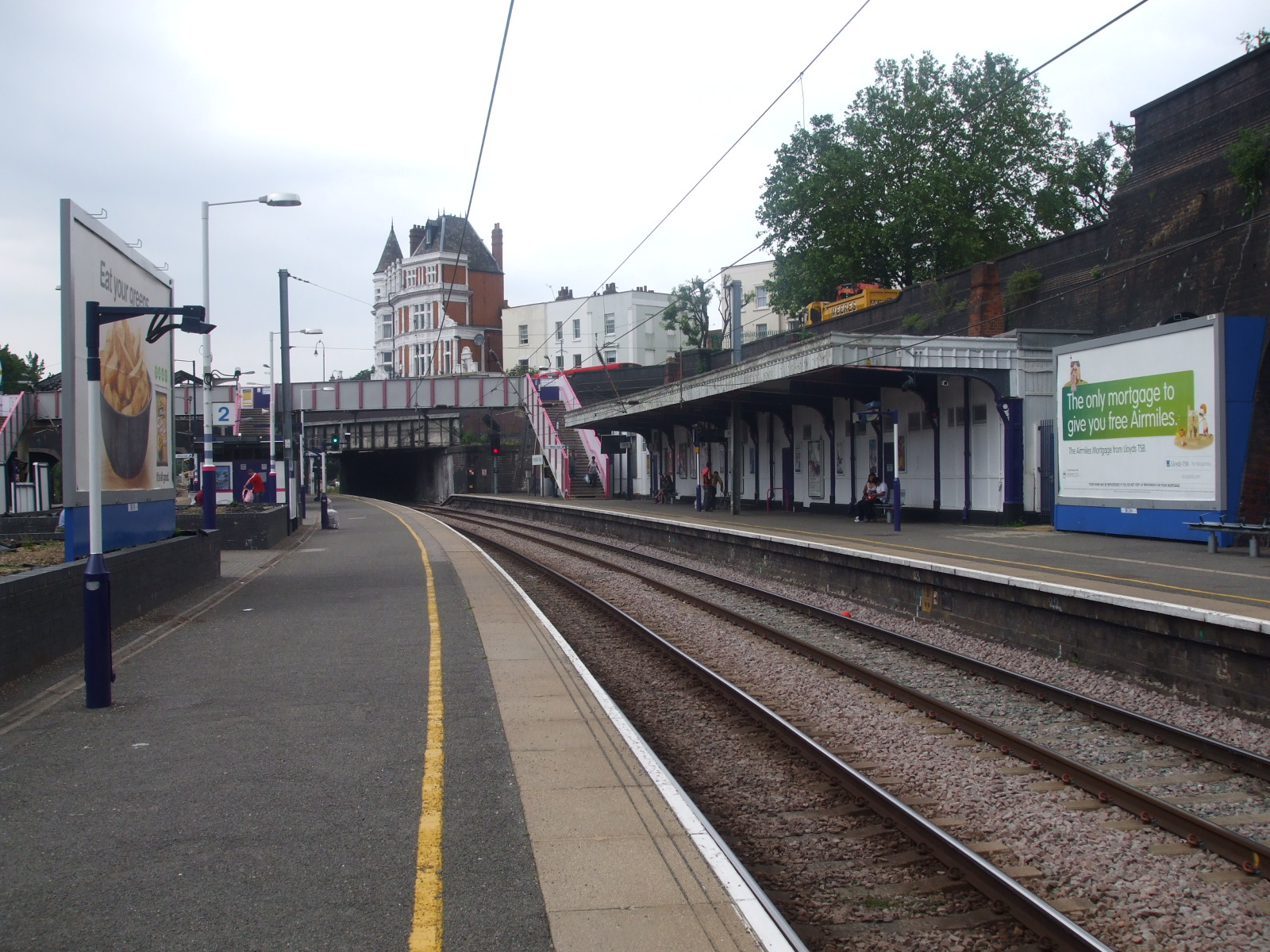
Bahnsteig der Thameslink-Züge

Kentish Town ist ein Bahnhof im Stadtbezirk London Borough of Camden. Er liegt in der Travelcard-Tarifzone 2 an der Kentish Town Road. Unterhalb des Bahnhofs befindet sich eine U-Bahn-Station der London Underground. Im Jahr 2013 nutzten 6,54 Millionen U-Bahn-Fahrgäste den Bahnhof, hinzu kommen 1,695 Millionen Fahrgäste der Eisenbahn.
Der Bahnhof ist oberirdisch und liegt an der Midland Main Line. Hier halten Thameslink-Züge der Gesellschaft Govia Thameslink Railway. Die U-Bahn-Station ist unterirdisch und wird von Zügen der Northern Line in Richtung High Barnet bedient.

## Geschichte
Die Midland Railway (MR) eröffnete den Bahnhof im Jahr 1868, als sie die Strecke zu ihrem neuen Hauptbahnhof St Pancras am Rande der Londoner Innenstadt in Betrieb nahm. Zuvor hatten MR-Züge Strecken anderer Gesellschaften zu den Bahnhöfen Euston und King’s Cross befahren. Nördlich des Bahnhofs Kentish Town befand sich das zweitgrößte Lokomotivdepot der MR.
Die Charing Cross, Euston and Hampstead Railway (Vorgängergesellschaft der Northern Line) eröffnete am 22. Juni 1907 die U-Bahn-Station. Das von Leslie Green entworfene Stationsgebäude ist mit den glasierten roten Terrakotta-Ziegeln ein typisches Beispiel für die Anlagen dieser Zeitepoche. Vom südlichen Ende der Bahnsteige aus ist die seit 1924 geschlossene Station South Kentish Town erkennbar.

## Verkehr
Der Bahnhof wird durch drei Thameslink-Linien jeweils im Halbstundentakt bedient.
| Betreiber                | Linienverlauf | Takt (Min.) |
| ------------------------ | --- | ----------- |
| Govia Thameslink Railway | St Albans City – Hendon – Kentish Town – St Pancras – Blackfriars – Elephant & Castle – Wimbledon – Sutton – (weiter über Carshalton nach St Albans City) | 30          |
| Govia Thameslink Railway | St Albans City – Hendon – Kentish Town – St Pancras – Blackfriars – Elephant & Castle – Carshalton – Sutton – (weiter über Wimbledon nach St Albans City) | 30          |
| Govia Thameslink Railway | Kentish Town – St Pancras – Blackfriars – Elephant & Castle – Catford – Orpington                                                                         | 30          |